# La jena di Oakland
La jena di Oakland (Beware, My Lovely) è un film del 1952 diretto da Harry Horner. È ispirato al dramma del 1950 The Man di Mel Dinelli, che scrisse anche la sceneggiatura.

## Trama
Oakland, 1918. La giovane vedova Elena Gordon per restaurare casa assolda Howard Wilton, un manovale che si rivela essere uno psicopatico che la tiene in ostaggio minacciando di violentarla e ucciderla.

## Tagline
Trapped by a man beyond control! (Intrappolata da un uomo fuori controllo!)